# Adam Werner von Themar

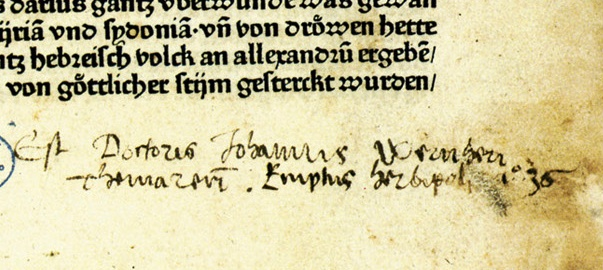
Eigenhändiger Besitzervermerk Adam Werners von Themar, auf Inkunabelblatt

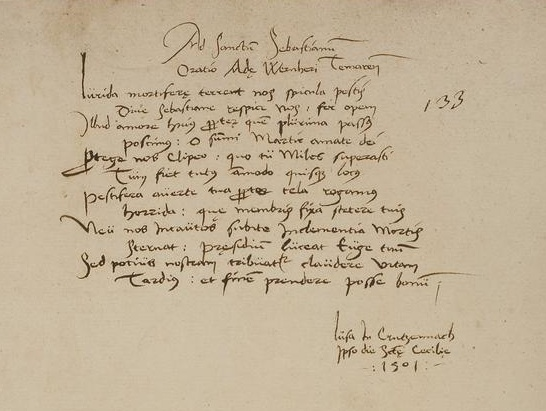
Eigenhändig geschriebenes Gebet (Gedicht) Adam Werners von Themar an den Pestpatron St. Sebastian, 1501; aus dem Codex Palatinus Germanicus 298

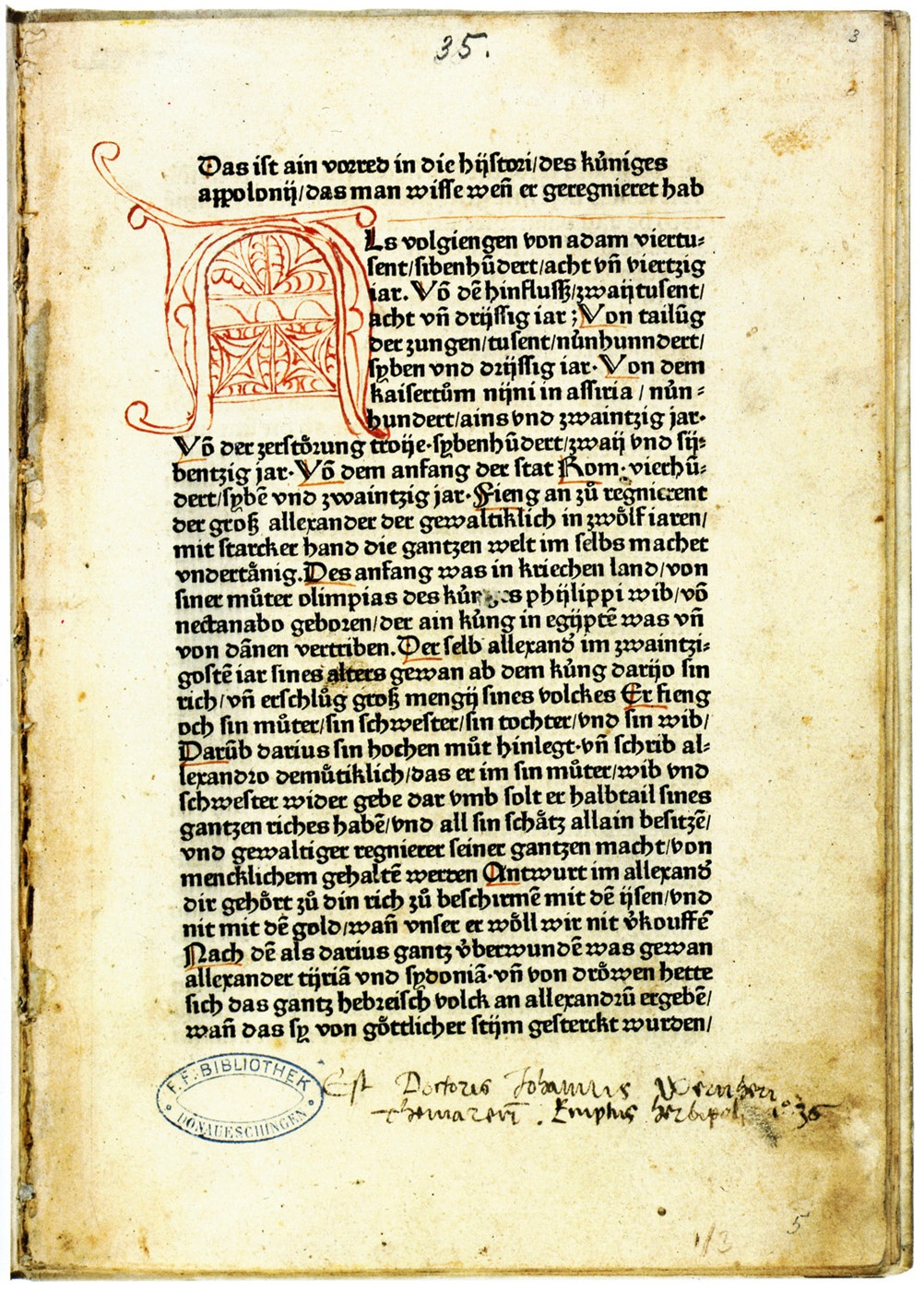
Inkunabelblatt mit Besitzervermerk des Adam Werner von Themar

Adam Werner von Themar, eigentlich Adam Werner (* 1462 in Themar; † 7. September 1537 in Heidelberg) war ein Humanist, Pädagoge, Dichter, Jurist und  Theologieprofessor an der Universität Heidelberg; außerdem Erzieher der Söhne des Kurfürsten Philipp von der Pfalz.

## Leben und Wirken
Adam Werner von Themar wurde als Adam Werner im Thüringischen Themar geboren und fügte der Zeitmode folgend, seinem Familiennamen Werner den Geburtsort Themar an. Er studierte 1482 an der Universität Leipzig, ab 1484 in Heidelberg und erwarb 1485 an der dortigen Artistenfakultät den Grad eines Bakkalaureus Artium.
Von November 1485 bis September 1488 wirkte Werner als Leiter der Stiftsschule Neustadt an der Haardt, wo auch sein Bruder Peter Werner von Themar († 7. Juli 1552) als Stiftskanoniker lebte. Diesen Wirkungskreis verließ er 1488 unter Hinterlassung eines lateinischen Abschiedsgedichtes an die „innig geliebten Schüler“ der Anstalt.
Im gleichen Jahr wurde Adam Werner Magister an der Universität Heidelberg und promovierte dort 1503 als Jurist zum Doktor beider Rechte (weltliches und geistliches Recht). Hier lehrte er als Professor der Rechtswissenschaften, wobei er sich besonders auf das Kirchenrecht spezialisiert hatte. Er bekleidete überdies einmal das Amt des Dekans und dreimal (1497, 1504 und 1510) das des Rektors der Heidelberger Universität. 1519 berief man den Rechtsgelehrten als Assessor an das neu etablierte kurpfälzische „Reichs-Vicariats-Hofgericht“  zu Worms. Seit seiner Übersiedlung nach Heidelberg fungierte Werner auch als Erzieher der Söhne des Kurfürsten Philipp des Aufrichtigen von der Pfalz. Hauptsächlich dessen ältester Sohn, der spätere Kurfürst Ludwig V. (1508–1544), scheint sein Zögling gewesen zu sein, aber auch dessen 8 Brüder genossen mehr oder weniger intensiv Adam Werners Erziehung.
Adam Werner von Themar war offenbar kein Kleriker, sondern vermutlich verheiratet mit Anna Hinderhöf, Hofmeisterin beim pfälzischen Kurfürsten. Er pflegte Freundschaften mit vielen berühmten Humanisten seiner Zeit, ohne jedoch formell ihrer Heidelberger Vereinigung Sodalitas litteraria Rhenana anzugehören. Zu Werners Freunden zählten u. a. Johann III. von Dalberg, Bischof von Worms, der Dichter Konrad Celtis, der gelehrte Abt Johannes Trithemius, der geistliche Humanist Jakob Wimpheling und besonders Kanonikus Dietrich Gresemund aus Speyer. Trotz seinem Interesse am Humanismus war Adam Werner von tiefer Frömmigkeit und blieb zeitlebens der Mystik und dem vorreformatorischen Glaubensgut verbunden. Er war ein großer Marienverehrer und verfasste ca. 150 diesbezügliche Lobgedichte auf die Heilige Jungfrau. Zugleich betätigte er sich fleißig als Übersetzer klassischer Schriftsteller ins Deutsche.
Adam Werner von Themar starb 1537 in Heidelberg und wurde in der dortigen Heiliggeistkirche  beigesetzt.